# European Footgolf Trophy Tour
L' European Footgolf Tour est une compétition de footgolf qui se déroule ordinairement tous ans. Cette compétition, créée en 2014 , est ouverte à toutes les associations reconnues par la Fédération internationale de footgolf (FIFG)La première édition se déroule en 2014, dont l'équipe suisse sort vainqueur après avoir disputés 10 étapes à travers l'Europe. Le tournoi se dispute  sur 15 étapes à travers le continent européen de mars à novembre 2015. Les derniers vainqueurs en date sont le Royaume-Uni pour le tournoi par équipe et le Suisse Lionel Jacot pour le tournoi en individuel.

## Historique
La première édition de l'European Footgolf Trophy Tour débute en 2014, présentant 10 étapes à travers l'Europe et enregistrant plus de 20 nations et 600 joueurs. Le premier vainqueur est le Suisse David Mancino qui est sacré champion d'Europe en individuel à l'issue des dix manches (donc trois manches successivement), devant le Néerlandais Simon Wetzel et le Hongrois Belà Lengyel. Quant à l'équipe suisse, elle s'impose dans le classement final par nations avec 651 points devant la Hongrie (547 points) et les Pays-Bas (537 points).
En 2015, la compétition s'étend sur 15 étapes, incluant un nouveau système d'index ainsi que de nouveaux parcours de footgolf et de nouvelles nations.

## Format de la compétition
La première édition de l'European Footgolf Trophy Tour présente 10 étapes à travers l'Europe de mars à novembre 2014. L'année suivante, l'European FootGolf Federation rajoute 5 étapes en plus. 
Pour l'édition 2015, les 15 étapes se présentent comme suit:
- Espagne
- Slovénie
- Danemark
- France
- Pays-Bas
- Italie
- Suisse
- Belgique
- Irlande
- Allemagne
- Royaume-Uni
- Croatie
- Hongrie
- Portugal
- Tunisie

## Palmarès

### Classement individuel
| Année | Vainqueur                 | Deuxième                      | Troisième               |
| 2014  | David Mancino             |                               |                         |
| 2015  | Lionel Jacot (637 points) | Ben Clarke (580 points)       | Nick Iron (574 points)  |
| 2016  | Jim Kuipers (865 points)  | Alexandre Richer (815 points) | Ben Clarke (680 points) |
| 2017  |                           |                               |                         |

### Classement par équipe
| Année | Vainqueur                 | Deuxième                  | Troisième             |
| 2014  | Suisse (651 points)       | Hongrie (547 points)      | Pays-Bas (537 points) |
| 2015  | Royaume-Uni (1760 points) | Suisse (1415 points)      | Hongrie (1170 points) |
| 2016  | Pays-Bas (1595 points)    | Royaume-Uni (1585 points) | France (1350 points)  |
| 2017  |                           |                           |                       |